# Comunitat Índia Fort Bidwell de la Reserva Fort Bidwell de Califòrnia

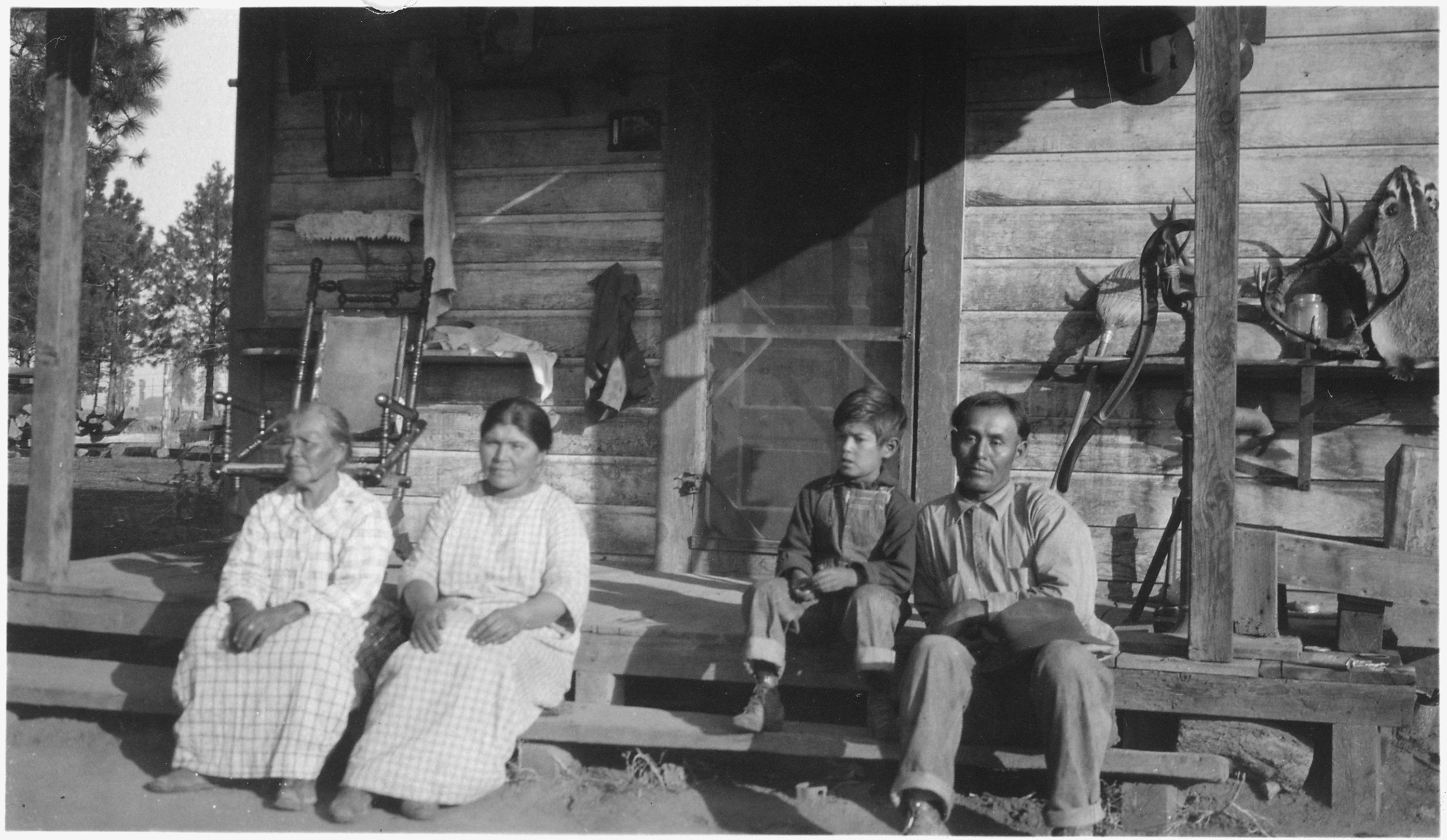
Foto de grup asseguts al porxo, a la reserva Fort Bidwell, c. 1924

La Comunitat Índia Fort Bidwell de la Reserva Fort Bidwell de Califòrnia és una tribu reconeguda federalment dels amerindis paiute del nord al comtat de Modoc a la cantonada nord-est de Califòrnia.

## Reserva

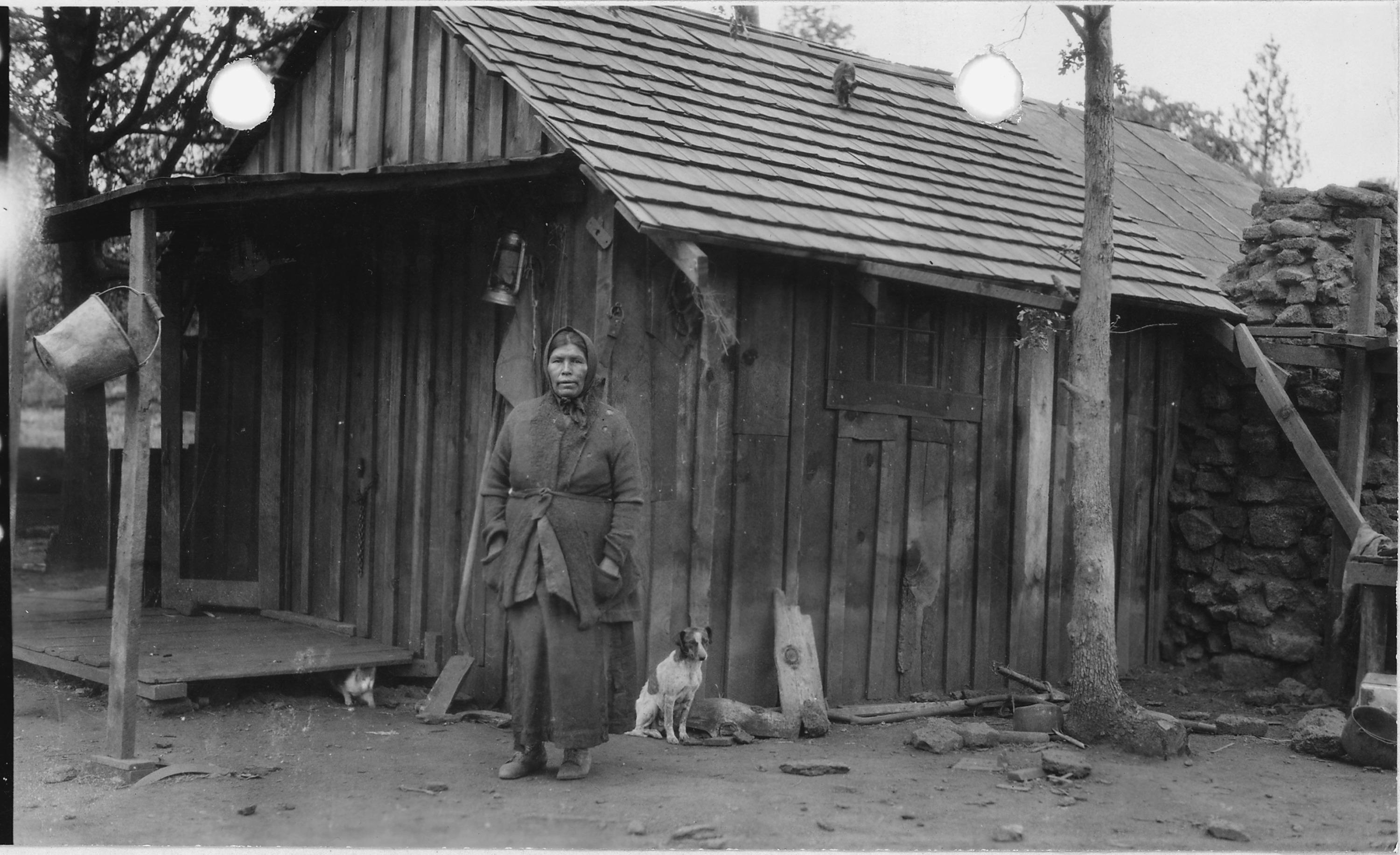
Grace Wolfin, c. 1924, Agència Fort Bidwell

La Comunitat Índia Fort Bidwell Indian Community té una reserva federal, la reserva Fort Bidwell, al comtat de Modoc, vora la ciutat de Fort Bidwell (Califòrnia). La reserva té una extensió de 13,5 kilòmetres quadrats (3.335 acres) i a la reserva hi viuen 108 membres de la tribu. La reserva fou establida en 1897. En 1990 només 6 membres de la tribu vivien a la reserva. En 1992 només hi havia enregistrades 22 persones com a membres de la tribu. Els membres de la tribu formen part de la banda Kidütökadö dels paiute del nord (Gidu Ticutta - ‘menjadors de marmotes de ventre groc’, també anomenats “paiutes del nord de Califòrnia”).

## Idioma
La comunitat índia de Fort Bidwell tradicionalment ha parlat en paiute del nord, que forma part de la branca Numic Occidental de la família lingüística Uto-asteca.

## Avui
La seu de la tribu es troba a Fort Bidwell (Califòrnia). La tribu és governada per un consell tribal de cinc membres amb un cap, vicecap, tresorer i secretari.